# Stylidium hirsutum
Stylidium hirsutum är en tvåhjärtbladig växtart som beskrevs av Robert Brown. Stylidium hirsutum ingår i släktet Stylidium och familjen Stylidiaceae. Inga underarter finns listade i Catalogue of Life.

## Bildgalleri

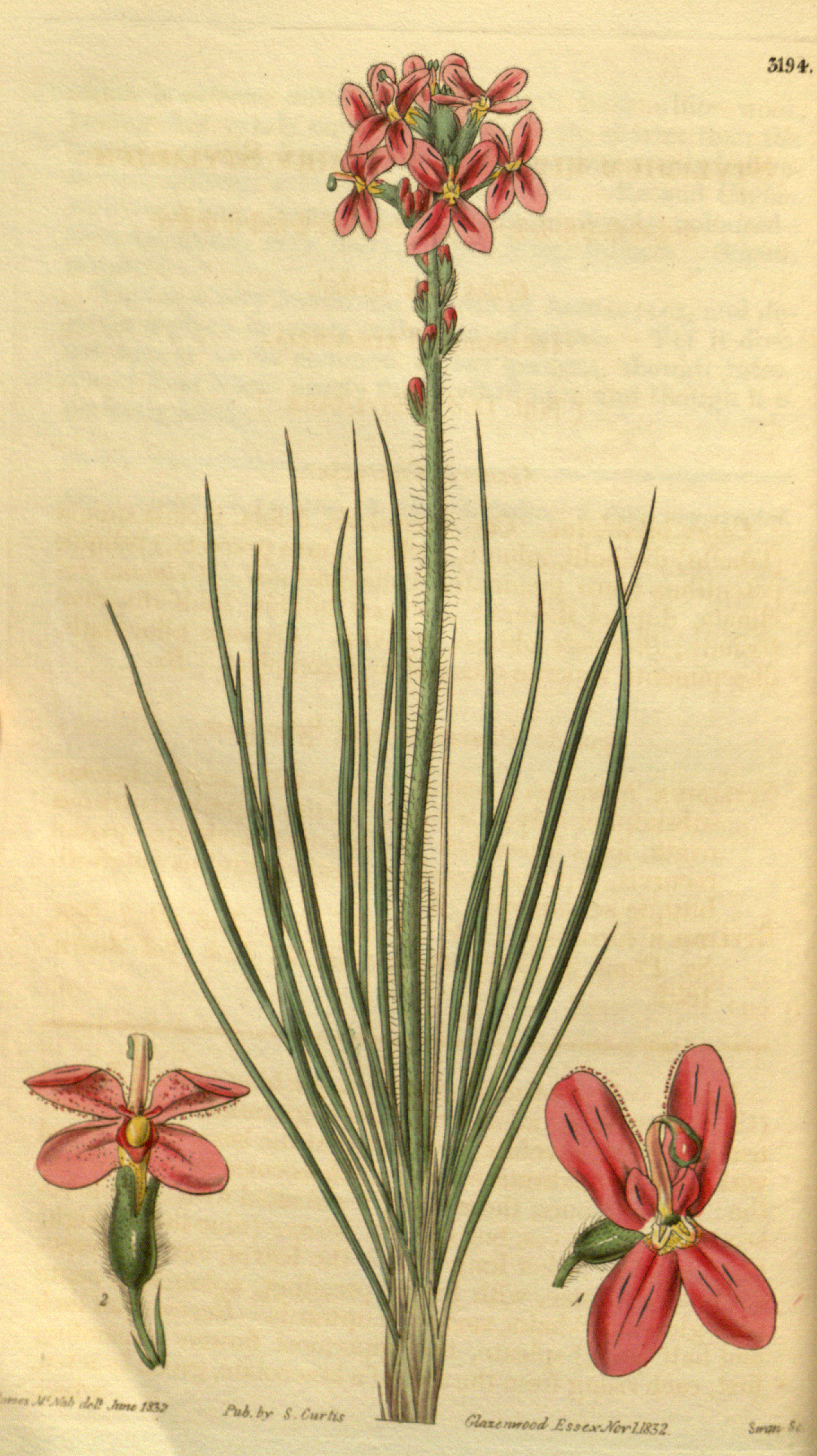